# Forstberg
Forstberg är en bergstopp i Schweiz.   Den ligger i distriktet Bezirk Schwyz och kantonen Schwyz, i den centrala delen av landet, 100 km öster om huvudstaden Bern. Toppen på Forstberg är 2 215 meter över havet, eller 143 meter över den omgivande terrängen. Bredden vid basen är 0,51 km.
Terrängen runt Forstberg är varierad. Närmaste större samhälle är Schwyz, 13,0 km väster om Forstberg. 
I omgivningarna runt Forstberg växer i huvudsak blandskog. Runt Forstberg är det glesbefolkat, med 20 invånare per kvadratkilometer.